# Sorab
Sorab är en ort i Indien.   Den ligger i distriktet Shimoga och delstaten Karnataka, i den södra delen av landet, 1 600 km söder om huvudstaden New Delhi. Sorab ligger 590 meter över havet och antalet invånare är 7 088.
Terrängen runt Sorab är platt. Runt Sorab är det ganska tätbefolkat, med 199 invånare per kvadratkilometer. Närmaste större samhälle är Sirālkoppa, 17,0 km öster om Sorab. Omgivningarna runt Sorab är en mosaik av jordbruksmark och naturlig växtlighet.